# DZ manga
Els DZ manga, també Manga DZ o DZ-manga —en àrab ديزاد مانغا, Dīzād mānḡā—, són còmics publicats originalment a Algèria, en francès, àrab col·loquial o amazic, que s'inspiren en el manga japonès.

## Etimologia
Es poden usar altres noms com ara «manga algerià» o «còmics influenciats pel manga», sovint es poden usar aquests noms com a substituts, però el terme DZ-manga és el més utilitzat. El terme «manga internacional» utilitzat pel Ministeri d'Afers Exteriors japonès, abasta tots els còmics estrangers que s'inspiren en la «forma de presentació i expressió» que es troba en el manga japonès, i que inclouria per tant els DZ manga.

## Estil i producció
Els DZ manga mantenen els trets característics de l'humor fort, el suspens i un estil artístic hiperactiu, a més a més que els artistes han volgut allunyar-se de l'estil purament japonès aportant tocs locals distintius en els guions. Aquests còmics inclouen una gran varietat de gèneres. Els DZ manga han tingut també un progrés industrial, incloent-hi dues fires internacionals de llibres a les ciutats franceses d'Angulema i Montpeller. El 2013, el Museu Japonès de Manga Internacional de Kyoto va adquirir diverses obres de DZ manga i segons el fundador de Z-Link - la primera editorial algeriana de DZ manga- Salim Brahimi «no només per ser exposades, sinó també per a la investigació». La influència de la marca de còmics algeriana també cridà l'atenció als Estats Units, on fou objecte d'una tesi doctoral a la Universitat de Filadèlfia. Així com hi ha un interès creixent per part d'empreses que busquen aprofitar el seu potencial de comercialització.

## Llista d'obres
Un dels primers èxits més importants dels DZ manga va ser Samy Kun de Yacine Haddad, que narra la història d'un adolescent que s'embolica en els problemes del Sàhara algerià.
A continuació es mostra una llista no exhaustiva de DZ manga, que mostra l'any publicat, l'idioma(s) original(s), l'autor, la revista on fou publicat i un breu resum:
| Any | Títol                                     | Llenguatge(s) | Autor                         | Publicació | Ref.  |
| --- | ----------------------------------------- | ------------- | ----------------------------- | ---------- | ----- |
| 2009 | Le voyage de la mouette/Rihlet en Nawress | Francès, Àrab | Selim Zerdani                 | Kaza       |       |
| Cada capítol narra un episodi en particular que forma part d'un argument. |                                           |               |                               |            |       |
| 2010 | Nahla et les Touareg                      | Francès       | Fella Matougui, Salim Brahimi |            |       |
| El personatge del títol, perdut al Sàhara, és rescatat per un Targui i retornat al seu campament. Durant la seva estada, aprèn diverses facetes de la cultura Targui: artefactes i instruments musicals, com la figura de Imzad i Tindé, així com marcadors geogràfics com el pic Ihaguen i fins i tot algunes de les llengües Tamashek parlades per la tribu Targui.                                                                      |                                           |               |                               |            |       |
| 2012 | Roda                                      | Francès       | Amir Cheriti                  | Z-Link     | [ 4 ] |
| Aquest manga ens explica les aventures de Roda, un misteriós sense sostre, que aconsegueix transformar la seva vida quotidiana i la dels seus amics que viuen en un barri miserable. Aquests joves, gràcies a Roda, escapen de la realitat i obliden la misèria que viuen. |                                           |               |                               |            |       |
| 2014 | Kouider à la ferme                        | Francès, Àrab | Hanane Benmediouni            | Z-Link     | [ 5 ] |
| Kouider à la ferme mostra en Kouider, de 18 anys, que es troba a la granja del seu oncle, lluny de la seva vida, ciutat i amics; els seus pares l'havien enviat a causa dels seus mals resultats escolars. Durant el còmic Kouider descobrirà les alegries d'una vida humil. |                                           |               |                               |            |       |
| 2014 | Wouroud wa Qanabil                        | Àrab          | Djaouida Griteli              | Z-Link     | [ 5 ] |
| Wouroud wa Qanabil mostra la història, especialment en la Guerra de l'Alliberament Nacional, a través de la història d'un jove que escapa miraculosament a l'exèrcit colonial; llavors comença una gran aventura per a ell. Realitza decisions importants i farà grans coses. Es converteix en un veritable heroi i tria el camí del sacrifici per a l'alliberament del seu país.                                                          |                                           |               |                               |            |       |
| 2014 | Sardar                                    | Francès       | Amine Benali                  | Z-Link     | [ 5 ] |
| Aquest manga narra la vida del jove Sardar, un criador a la recerca del seu germà desaparegut durant anys. Una banda de bandolers ataquen a Sardar i intenten apoderar-se del seu collaret, quan apareix Khan, un mag. Khan salva la vida de Sardar però s'interessa també pel seu collaret. Els dos tractaran de desentranyar el misteri d'aquest collaret. Djinns, reis, mags i criatures obscures entren i surten també en la narració. |                                           |               |                               |            |       |